# Zesztywniające zapalenie stawów kręgosłupa
Zesztywniające zapalenie stawów kręgosłupa (w skrócie ZZSK, synonimy: choroba Bechterewa, choroba Marie-Strümplla-Bechterewa, łac. spondylitis ankylopoetica, spondyloarthritis ankylopoetica, ang. ankylosing spondylitis) – zaliczana do seronegatywnych spondyloartropatii, przewlekła, postępująca choroba tkanki łącznej, o podłożu autoimmunologicznym, obejmująca drobne stawy międzykręgowe, więzadła międzykręgowe oraz stawy krzyżowo-biodrowe, prowadząca do ich stopniowego usztywniania. ZZSK jest procesem zapalnym, przewlekłym, postępującym z okresami zaostrzeń i długotrwałych remisji.

## Patogeneza
Patogeneza ZZSK nie została dokładnie wyjaśniona. Wiadomo, że we wczesnej fazie choroby proces zapalny zogniskowany jest w przyczepach ścięgnistych, gdzie powstaje ziarnina. W miejscach zmienionych chorobowo szybko dochodzi do odkładania się soli wapnia, a w konsekwencji do kostnienia. Kostnienie pierścieni włóknistych, stawów międzykręgowych i więzadeł kręgosłupa prowadzi do jego zesztywnienia. Tworzą się wówczas mostki kostne stanowiące połączenia sąsiednich kręgów – początkowo w odcinku lędźwiowym, następnie stopniowo w piersiowym) zwane syndesmofitami. W wyniku zmian chorobowych przy ZZSK kręgosłup przybiera wygląd kija bambusowego, a w trzonach kręgów następuje zanik kostny. Stan zapalny toczy się także w stawach biodrowych, w samych kościach, w okostnej, w ścięgnach w miejscu ich przyczepu do kości (głównie w ścięgnie Achillesa) oraz w tkankach okołostawowych. Obserwuje się również zmiany w mięśniach, których bóle powodują odruchowy skurcz o charakterze obronnym, z czasem utrwalający się. Ostatecznie następuje dystrofia mięśni (zanik), głównie przykręgosłupowych i obręczy kończyny górnej. Wizualnym objawem tych wszystkich procesów w przebiegu schorzenia jest charakterystyczna przy ZZSK tzw. sylwetka narciarza, którą chorzy przyjmują dla utrzymania równowagi.

## Objawy i przebieg
Choroba występuje częściej u mężczyzn (2-3 razy) w wieku młodym i średnim. Również jej przebieg jest cięższy u mężczyzn. Choroba rozpoczyna się powoli i stopniowo postępuje. Szacunkowe dane epidemiologiczne wskazują, że odsetek zachorowań na ZZSK w polskiej populacji waha się od 0,05 do 0,23%. Początek choroby jest zwykle niezauważalny. W fazie wczesnej można zaobserwować:  
- tępy ból w okolicy lędźwiowej promieniujący do pośladków;
- nasilanie objawów bólowych w nocy i nad ranem;
- bóle obustronne, nasilające się w spoczynku;
- poranną sztywność kręgosłupa;
- ogólne osłabienie;
- stany podgorączkowe;
- brak apetytu;
- spadek masy ciała.

W miarę rozwoju choroby do powyżej wymienionych symptomów dołączają kolejne.
Najczęstsze objawy stawowe to:
- ból dolnego odcinka pleców lub w okolicy pośladków, zwykle symetryczny, nasilający się w godzinach nocnych, zmniejszający się po aktywności fizycznej i narastający w unieruchomieniu;
- nasilenie bólu klatki piersiowej podczas oddychania (ból promieniuje od kręgosłupa wzdłuż żeber);
- ograniczenie, a następnie unieruchomienie odcinka szyjnego kręgosłupa;
- stopniowo postępujące dolegliwości bólowe w innych odcinkach kręgosłupa, piersiowym i szyjnym;
- zajęcie stawów proksymalnych (około 25%), zwykle większych stawów, rzadko drobnych;
- ból pięt (około 40%);
- ból i obrzęk okolicy stawów mostkowo–obojczykowych[potrzebny przypis];
- ból i sztywność w okolicy żeber.

Chory przybiera charakterystyczną postawę - lekko pochyloną do przodu; chodzi, patrząc w ziemię, oglądając się za siebie obraca całe ciało.
Objawy pozastawowe:
- zapalenie błony naczyniowej oka,
- zapalenie aorty wstępującej,
- niedomykalność zastawki mitralnej,
- niedomykalność zastawki aortalnej,
- zapalenie gruczołu krokowego,
- zmiany włóknisto-jamiste w płatach górnych płuc (identyczne jak w gruźlicy), z częstymi infekcjami prątkami niegruźliczymi oraz grzybami z tworzeniem grzybniaków (aspergiloza)[3][4],
- amyloidoza,
- zapalenie jelit.

W badaniu przedmiotowym stwierdza się:   
- zniesienie lordozy lędźwiowej;
- pogłębienie kifozy piersiowej;
- bolesność w stawach krzyżowo-biodrowych;
- przesunięcie łopatek i barków do przodu;
- pogłębienie lordozy szyjnej[potrzebny przypis];
- głowa przesunięta do przodu, w skłonie w tył[potrzebny przypis];
- klatka piersiowa spłaszczona[potrzebny przypis];
- tendencja do usztywnienia w pozycji skłonu w przód;
- zawężenie kręgu widzenia na skutek ograniczenia ruchomości kręgosłupa, chory obraca się całym ciałem, klatka piersiowa spłaszczona[potrzebny przypis].

## Rozpoznanie
Rozpoznanie ZZSK opiera się obecnie na zmodyfikowanych kryteriach nowojorskich.

### Kryteria kliniczne
1. ból w okolicy krzyżowo-lędźwiowej utrzymujący się przez ≥3 miesiące, zmniejszający się po ćwiczeniach, nieustępujący w spoczynku;
2. ograniczenie ruchomości w odcinku lędźwiowym kręgosłupa;
3. zmniejszenie ruchomości klatki piersiowej (w odniesieniu do wartości odpowiednich dla płci i wieku).

### Kryterium radiologiczne
1. Obustronne zmiany zapalne w stawach krzyżowo-biodrowych 2-4 stopnia lub jednostronne 3-4 stopnia.

Rozpoznanie ZZSK jest pewne, gdy spełnione jest kryterium radiologiczne potwierdzone badaniem RTG i przynajmniej jedno kryterium kliniczne. O rozpoznaniu prawdopodobnym mówimy, gdy spełnione są 3 kryteria kliniczne lub tylko kryterium radiologiczne.Kryteria te nie są jednak dość czułe ani wystarczające do rozpoznania wczesnej fazy choroby. W tego typu przypadkach znaczenie rozpoznawcze może mieć wykrycie u chorego HLA-B27 – genu odgrywającego przypuszczalnie istotną rolę w etiologii schorzenia (czynnik dziedziczny). U około 90% osób rasy białej z potwierdzonym ZZSK stwierdza się obecność HLA-B27. W wynikach badań laboratoryjnych widoczny jest też wzrost Odczynu Biernackiego (OB), niedokrwistość.

## Różnicowanie
- ból dolnego odcinka pleców pochodzenia mechanicznego
- reumatoidalne zapalenie stawów
- dyskopatie
- fibromialgia
- zmiany nowotworowe
- reaktywne zapalenia stawów
- choroba Scheuermanna
- łuszczycowe zapalenie stawów
- zapalenia stawów towarzyszące przewlekłym zapaleniom jelit
- choroby zakaźne (gruźlica, bruceloza)
- stany zapalne w obrębie miednicy małej
- choroby metaboliczne kości
- rozsiana samoistna hiperostoza szkieletu.

## Leczenie
Leczenie choroby jest mało skuteczne, powinno się odbywać pod ścisłą kontrolą lekarza reumatologa.
Odbywa się najczęściej z użyciem:
- leków przeciwzapalnych (niesteroidowe leki przeciwzapalne) np.: diklofenak zalecane jako leki pierwszego rzutu pacjentom, u których dominują odczucia bólowe i sztywność poranna, szybko i skutecznie znosząc te objawy;
- leków immunosupresyjnych (powodują zmniejszenie aktywności układu immunologicznego, a tym samym autoagresji organizmu leżącej u podłoża ZZSK);
- glikokortykosteroidów (stosowane szczególnie w wypadkach zajęcia pojedynczych stawów, jak kolanowe czy skokowe, a podawane w postaci wstrzyknięć dostawowych kilka razy w roku);
- sulfasalazyny lub metotreksatu (leki modyfikujące przebieg choroby; ich zastosowanie przy ZZSK jest mniejsze niż w wypadku innych chorób reumatycznych, stosowane u pacjentów z objawami zapalenia stawów obwodowych);
- etanerceptu, infliksymabu, adalimumabu (tzw. leki biologiczne; w sposób wybiórczy blokują czynniki zapalne odpowiedzialne za rozwój choroby, skierowane przeciwko cząstkom TNF-α);
- fizykoterapii (fototerapia, elektryzacja, balneoterapia, ultradźwięki);
- masaż ręczny i podwodny;
- kinezyterapii (przeciwbólowej, rozluźniającej, odciążającej w celu maksymalnego opóźnienia procesu zesztywnienia, zachowania samoobsługi i lokomocji oraz zapobiegania deformacjom i przykurczom);
- gimnastyki leczniczej (gimnastyka poranna, ćwiczenia w basenach, pływanie – głównie klasykiem na grzbiecie, gry sportowe, różnodystansowe spacery z trasami o odmiennych kątach nachylenia);
- leczenia chirurgicznego (w celu korekty wtórnych zniekształceń);
- psychoterapii (gdy u chorych pojawi się nerwica neurasteniczna, a czasem depresja);
- leczenia ognisk zapalnych w zębach i migdałkach.

Podejmowano próby leczenia ZZSK przy pomocy bisfosfonianów i talidomidu.

## Historia
Przypuszczalnie pierwszy opis choroby pozostawił brytyjski lekarz Bernard O’Connor w 1695. Obraz kliniczny ze zmianami kostnymi powiązał już Benjamin Brodie w 1850. W latach 90. XIX wieku swoje opisy przypadków przedstawili Władimir Biechtieriew, Pierre Marie i Adolf von Strümpell, od których wzięły się eponimiczne nazwy schorzenia.